# Беатриче ди Бар
Беатриче ди Бар (итал. Beatrice di Bar; 1310—1350) — дочь Эдоардо I  графа де Бара и с 1302 года сеньора Муссона, из Монбельярского дома, супруга народного капитана Мантуи Гвидо из рода Гонзага.

## Биография
Беатриче ди Бар была дочерью Эдоардо I де Бара, графа Бара и сеньора Муссона и Марии Бургундской. В 1340 году вышла замуж за Гвидо Гонзага народного капитана Мантуи.

## Семья и дети
Вместе с мужем Гвидо Гонзага (1290 — 22 сентября 1369) у них было шестеро детей:
- Сын Уголино (убит 14 октября 1362), который в 1358 году женился на Катерине Висконти (ум. 10 октября 1382), дочери Маттео II Висконти;
- Сын Лудовико (1334—1382), продолживший династию, который в 1356 году женился на Адле д’Эсте (1333—1381), дочери Обиццо III д’Эсте;
- Сын Франческо (ум. 7 июля 1369) женился на Элетте де Полента. Его сын Саграмосо был епископом Мантуи в 1386 году;
- Сын Бернабо (ум. 1366.);
- Дочь Маргерита вышла замуж в 1353 году за Джакапино да Каррара, сына Никколо да Каррара, сеньора Падуанского[3];
- Сын Ринальдо был на службе Д’Эсте.